# Projector
Projector – czwarty album szwedzkiego Dark Tranquillity.

## Lista utworów
1. „FreeCard” – 4:31
2. „Therein” – 5:55
3. „Undo Control” – 5:10
4. „Auctioned” – 6:06
5. „To a Bitter Halt” – 4:48
6. „The Sun Fired Blanks” – 4:17
7. „Nether Novas” – 6:14
8. „Day to End” – 3:08
9. „Dobermann” – 4:38
10. „On Your Time” – 5:37
11. „Exposure” − 3:52 (Bonus zawarty na limitowanej edycji)

## Skład zespołu
- Mikael Stanne – wokal
- Martin Henriksson – gitara basowa
- Fredrik Johansson – gitara
- Anders Jivarp – perkusja
- Niklas Sundin – gitara